# La Villette (Calvados)
La Villette ist eine französische Gemeinde mit 222 Einwohnern (Stand: 1. Januar 2022) im Département Calvados in der Region Normandie. Sie gehört zum Arrondissement Vire und zum Kanton Condé-en-Normandie.

## Geografie
La Villette liegt etwa 27 km westlich von Falaise und 36 km südsüdwestlich von Caen. Umgeben wird die Gemeinde von Saint-Lambert im Norden, Saint-Rémy im Nordosten, Clécy im Osten und Südosten sowie Condé-en-Normandie im Süden und Westen.

## Bevölkerungsentwicklung
| Jahr                             | 1793 | 1836 | 1876 | 1926 | 1946 | 1968 | 1990 | 2016 |
| Einwohner                        | 548  | 610  | 471  | 250  | 201  | 165  | 153  | 223  |
| Quelle: Cassini, EHESS und INSEE |      |      |      |      |      |      |      |      |

## Sehenswürdigkeiten

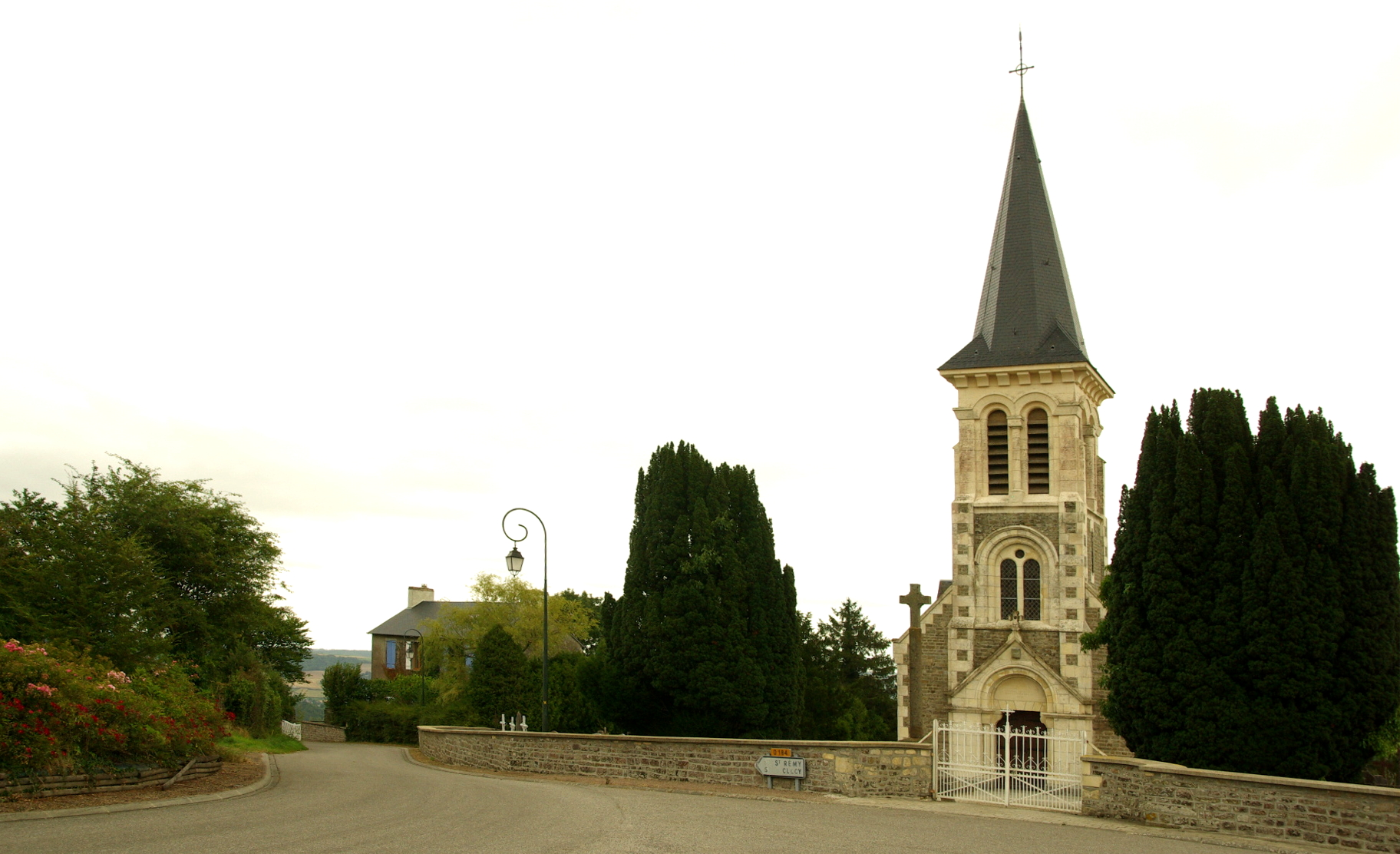
Die Gemeindekirche

- Kirche